# Eurybia nicaeus
Eurybia nicaeus is een vlindersoort uit de familie van de prachtvlinders (Riodinidae), onderfamilie Riodininae.
Eurybia nicaeus werd in 1775 beschreven door Fabricius.